# Eusterinx diversa
Eusterinx diversa là một loài tò vò trong họ Ichneumonidae.